# Кононенко, Олег Олегович
Олег Олегович Кононенко (род. 11 января 1962) — российский лётчик-испытатель, Герой Российской Федерации (2010). Старший лётчик-испытатель КБ им. А. С. Яковлева.

## Биография
Олег Кононенко родился 11 января 1962 года в Ростове-на-Дону. Отец — лётчик-испытатель Олег Григорьевич Кононенко (1938—1980), погиб в Южно-Китайском море при выполнении испытательного полёта на палубном штурмовике вертикального взлёта Як-38. В 1979 году Кононенко-младший окончил среднюю школу в городе Георгиевске Ставропольского края. Работал сборщиком-клепальщиком летательных аппаратов на Смоленском авиационном заводе. В 1980—1984 годах Кононенко учился в Ейском высшем военном авиационном училище лётчиков, после чего проходил службу на различных должностях в Военно-воздушных силах СССР. С 1993 года Кононенко — лётчик-испытатель ОАО «ОКБ имени А. С. Яковлева».
Принимал участие в испытаниях более чем двадцати типов самолётов, налетав в общей сложности около 7 тысяч часов. Благодаря его действиям были выявлены и устранены причины неисправностей на ряде самолётов, проходивших испытания. Кононенко являлся ведущим лётчиком-испытателем самолёта Як-130, испытания которого были завершены в декабре 2009 года. В ходе испытаний 26 июля 2006 года пилотируемый им самолёт разбился, экипаж благополучно катапультировался.
Указом Президента Российской Федерации № 1104 от 8 сентября 2010 года за «мужество и героизм, проявленные при испытании авиационной техники» Олег Кононенко был удостоен высокого звания Героя Российской Федерации с вручением медали «Золотая Звезда» за номером 971.
В настоящее время проживает в Подмосковье.
Лётчик-испытатель 1-го класса (2003), военный лётчик 1-го класса (1989). Также награждён рядом медалей.
28 мая 2017 года поднял впервые в воздух новейший российский самолёт Иркут МС-21.